# Dardan Karimani
Dardan Karimani (* 23. November 1998 in Soest) ist ein albanischer Fußballspieler. Der offensive Mittelfeldspieler spielt beim VfB Lübeck.

## Karriere
Dardan Karimani hatte in der Jugend zunächst beim 1. SC Lippetal und dem SV Lippstadt 08 gespielt, bevor er 2013 in die B-Jugend von Borussia Dortmund wechselte. Nach einem Jahr verließ er Dortmund wieder und schloss sich dem SC Paderborn 07 an. Dort durchlief er die B- und A-Jugend und wurde zur Saison 2016/17 in die zweite Mannschaft, die in der fünftklassigen Oberliga Westfalen spielt, befördert.
Unter Trainer Stefan Emmerling gab Karimani am 18. Februar 2017 sein Profidebüt in der 3. Liga, als er im Auswärtsspiel bei Werder Bremen II in der 81. Spielminute eingewechselt wurde. Es blieb allerdings sein einziges Spiel für Paderborn in der 3. Liga. Im Januar 2019 wechselte er zum damaligen Regionalligisten SC Verl. Im Januar 2020 wurde sein Vertrag in beiderseitigen Einvernehmen aufgelöst und er schloss sich dem SV Lippstadt 08 an.
Im Sommer 2022 wechselte er in die Regionalliga Bayern zu den Würzburger Kickers. Nach dem verpassten Aufstieg mit den Kickers war er vereinslos und schloss sich Ende September für eine Spielzeit dem Chemnitzer FC aus der Regionalliga Nordost an.
Ende Juli 2025 wechselte Karimani in die Regionalliga Nord zum VfB Lübeck, bei dem er einen Vertrag bis zum Ende der Saison 2025/26 unterschrieb.